# シーメンス事件
シーメンス事件（シーメンスじけん）は、ドイツ帝国のジーメンス社による日本海軍高官への贈賄事件である。巡洋戦艦「金剛」発注にまつわるイギリスのヴィッカースによる贈賄も絡んで、当時の政界を巻き込む一大疑獄事件に発展した。1914年（大正3年）1月に発覚し同年3月には海軍長老の山本権兵衛を首班とする第1次山本内閣が内閣総辞職に追い込まれた。発音によってはジーメンス事件とも呼ぶ。一連の事件の裁判中に第一次世界大戦が勃発し、日本政府はドイツではなくイギリスなど連合国側での参戦を決定した。

## 事件の背景
海軍は明治初年以来、イギリスやドイツなどから艦船や装備品を購入しており、外国の造船会社相互間の競争は激しく、海軍の高級技術将校や監督官などは、その立場上各造船会社や軍需品を取り扱う企業の日本代理店との交渉や手数料をめぐって問題を起こしやすかった。日本赤十字を擁する軍部は、イギリスのJ. P. コーツ日本工場である帝国製糸、機械部品のアール・ヂック社（R. and J. Dick）、アメリカのシンガーミシンなどから物資を調達していた。
明治末期から大正初期にかけては、藩閥・軍閥に対する批判が高まった時期であり、軍の経理問題にも一般の関心が寄せられた。前年の1913年（大正2年）には大正政変・第1次護憲運動で長州閥・陸軍に攻撃の矢が向けられたが、このシーメンス事件が発覚すると、薩摩閥と海軍とに批判が集中した。
山縣有朋とプロイセンのヴィルヘルム2世との利害関係一致による陰謀との説があり、シーメンス事件当時検事総長だった平沼騏一郎も後に回顧録でこの説を容認している。山縣は薩摩閥・海軍と対立していた長州閥・陸軍の代表的存在であった。この少し前に日本海軍の活躍により日露戦争に勝利、「日本海軍育ての親」と称される山本権兵衛が首相となった。山本は陸軍の主張であった軍部大臣現役武官制を一部廃止、陸軍の二個師団増設案を拒否、山縣が議長を務める枢密院の定員削減などの行政改革をしながら八八艦隊建設計画予算を計上していた。ヴィルヘルム2世はイギリス海軍に対抗して海軍拡張を進めており、イギリス海軍の分身とみなす日本海軍の金剛型戦艦4隻を「ドイツ東洋艦隊を無力化する」として脅威に感じていた。

## 事件の概要
シーメンス商会の横浜支社支配人の吉田収吉の姪は海軍艦政本部部員の造船中監鈴木周二の妻であったため、シーメンス商会は入札情報を事前に入手し、イギリスのヴィッカースやアームストロングより有利に入札、海軍関係の通信・電気装備品を一手に納入し、謝礼を海軍将校に支払っていた。外国企業が受注の謝礼をするのは当時当然の慣例になっており、宮内大臣にも贈って来ていたが、検事総長の平沼騏一郎によれば、歴代の宮内大臣でこの謝礼を私有せずに国庫に納めたのは波多野敬直だけだったという。また日本海軍も、ロンドンの銀行にイギリス人名義で秘密口座を持っていた。
事件は、1913年10月17日、この謝礼を示す秘密書類を会社から盗み出したシーメンス商会社員のカール・リヒテル（Karl Richter）が、東京支店長宛に買い取るように脅迫文書を送ったところに始まる。要求金額は2500ポンドとも、25000円ともいわれているが、この脅迫は拒否され失敗した。カール・リヒテルは次いで、この書類をロイター通信特派員のアンドルー・プーレー（Andrew M. Pooley）に売り渡して、ドイツへ帰国した。シーメンス商会の重役陣は、同社の信用失墜と関係海軍将校への影響を怖れてもみ消しを図り、公表を阻止した。
当時海軍大臣の斎藤実はこれを知らされ、「わが海軍部内にかかる醜事に関係する武官あるべからず、秘密書類の公表はむしろ望むところなり」と回答し、内情調査をするよう連絡したが、政局重大の折でもあり海軍当局の正式な連絡後に司法活動を開始することとし一応静観の態度を取った。その後シーメンスとプーレーの間で妥協が成立し、1913年11月27日にシーメンスが秘密書類を50,000円で買い取り横浜領事館で焼却、一度事件は終結を見た。
ところがドイツの秘密機関がこの経過を全て把握しており、ドイツ官憲はシベリア鉄道で帰国するリヒテルがドイツへ入国した瞬間にこれを逮捕、恐喝未遂罪で起訴した。判決は贈収賄があったと認定し、贈収賄が犯罪を誘発したとして情状酌量を認め、カール・リヒテルは2年に減刑された懲役刑に処された。公正中立をもって知られるドイツ司法裁判所ではあったがこの事件に限っては国際儀礼に反して一審判決から日本海軍将校の実名をも進んで通信社に公表した。
リヒテルに対するベルリン公判廷の判決文には、リヒテルが盗んだ書類にはシーメンス側が発注者である日本海軍将校（艦政本部第四部長藤井光五郎海軍機関少将と艦政本部部員沢崎寛猛海軍大佐）に賄賂を贈ったとの記載があることが記載されており、1914年（大正3年）1月21日、ベルリン発のロイター外電がこれを報じた。
そのことから、立憲同志会の島田三郎が1月23日、第31議会衆議院予算委員会でこの件について厳しく追及した。1月末から2月初めにかけて関係者の喚問や家宅捜索が開始された。アンドルー・プーレーは1月30日に司直からの家宅捜索を受け、リヒテルから秘密書類を購入したことが明らかになり拘置された。この代金は750円とも25万円ともいう。プーレー夫人のアンは帰宅を許されたが1月31日の取り調べの後剃刀で自殺未遂をしている。
山本内閣は、この議会において海軍拡張案とその財源として営業税・織物消費税・通行税の増税の予算案を提出していたことから、これに反対する民衆の攻撃の的となり、新聞は連日海軍の腐敗を報道し、太田三次郎、片桐酉次郎ら海軍内部からの内部告発もあり世論は沸騰した。2月5日、憲政擁護会は時局有志大会を開き、薩閥根絶・海軍郭清を決議した。2月6日、各派連合有志大会が国技館で開かれ、1万5000人が参加した。
2月7日には、藤井光五郎機関少将と沢崎寛猛大佐が検挙され、海軍軍法会議に付された。2月10日野党の立憲同志会・立憲国民党・中正会は衆議院に内閣弾劾決議案を上程した。
内閣弾劾決議の日、日比谷公園で内閣弾劾国民大会が開かれていたが、この決議案が164対205で否決されたことを聞くと、この大会に集まっていた民衆は憤激して国会議事堂を包囲し、構内に入ろうとして官憲と衝突した。軍隊が出動し、警官が抜刀し、記者・民衆を斬った。2月12日夜、警視庁は政友会系毎夕新聞社をとりまく民衆465人を検束した。2月15日、東京朝日の記者芳賀栄蔵は原敬内相私邸前で護衛中の壮士に襲撃され負傷した。
2月18日、呉鎮守府司令官松本和が家宅捜索を受け、3月31日収監された。しかし、2月23日には全国記者大会が開かれ、原の辞職を要求した。

### ヴィッカーズ事件

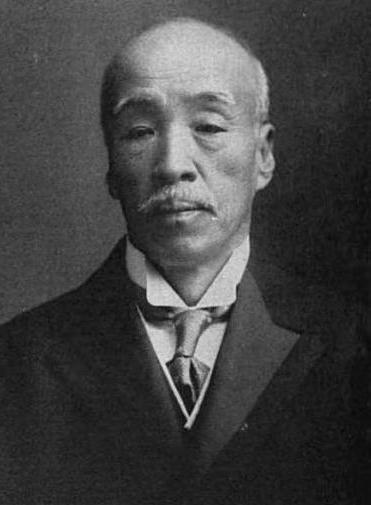
飯田義一(三井物産)

主任検事小原直による司直の取調べが進むとこの汚職事件はいっそう広がり、3月12日、イギリスのヴィッカースの日本代理店である三井物産重役の岩原謙三が、巡洋戦艦「金剛」をヴィッカースに注文させるため1910年（明治43年）に海軍高官に贈賄した容疑で拘禁され、その後、三井物産の飯田義一・山本条太郎を含めて計5名が起訴された。捜査の結果、当時の艦政本部長で元呉鎮守府司令長官松本和中将が「金剛」の建造に際し、ヴィッカースから三井物産を経由して約40万円の賄賂を受けていたことが判明した。三井物産社長三井高弘（三井八郎次郎）は社長職を引責辞任した。
この間、貴族院は海軍予算7000万円を削減することを可決したが、予算案は両院協議会の不調となり、3月24日不成立となると同時に、山本内閣は総辞職した。
3月26日から元老の山縣有朋の主導により、元老会議が行われた。西園寺公望は「違勅」を口実として出席しなかった。松方正義は徳川家達貴族院議長や山縣派の清浦奎吾を推薦したが、徳川は辞退し、清浦は海軍の協力が得られなかった（鰻香内閣）。4月9日には大正天皇が山縣自らに組閣を求められたが、山縣は拒否し、元老以外から首相選定の意見を聞かないよう釘を差している。4月10日、大隈重信と加藤高明を提案し、井上馨・大山・松方も賛成した。7回の会議を経て、4月16日にようやく第2次大隈内閣が成立した。

### 新内閣成立後
後継の第2次大隈内閣は、海軍粛正の声に押されて八代六郎新海相の元で大改革を断行、5月11日には山本前首相及び斎藤前海相を予備役に編入した。
5月19日軍法会議は、松本和前艦政本部長に対し三井物産からの収賄の容疑で懲役3年、追徴金40万9800円を、また沢崎寛猛大佐に対し海軍無線電信所船橋送信所設置に絡みシーメンスから収賄した容疑で懲役1年、追徴金1万1500円の判決を下した。
東京地方裁判所は7月18日山本条太郎ら5名全員に有罪判決を下したが、控訴審では全員が執行猶予となった。
なお、7月28日に第一次世界大戦が勃発し、8月には大隈内閣は連合国側での第一次世界大戦への参戦を決め、元老会議はこれに同意を与えて、中央同盟国と対立することになった。
9月3日の軍法会議では、藤井はヴィッカース他数社から収賄したとして懲役4年6ヶ月、追徴金36万8000余円の判決を下され、これで司法処分は完了した。折からの第一次世界大戦の勃発もあり、海軍軍人は3名が有罪となったのみで事件は終結した。

## 評価
この事件については「産業界と軍部との癒着構造の根源にまで追及すべきだった」という見方と、「全く無実であった山本権兵衛と海軍大臣斎藤実を引責辞任・予備役編入したことは、有力なリーダーなくして第一次世界大戦に突入することになり、また海軍衰退の元を作り第二次世界大戦を陸軍主導で開戦する遠因になった」という見方がある。
山本権兵衛と斎藤はそれまでは日本の勲章や外国勲章を多く受けていたところ、引責辞任のあとは外国勲章はどちらも受けていない。ただし、斎藤は朝鮮総督在任時に（1919年 - 1927年、1929年 - 1931年の2期）、朝鮮におけるカトリック教会の活動に厚意を示したという点が酌量され、1922年にローマ教皇庁から聖シルベストロ勲章、1932年にピウス9世勲章が授与されている。
三井物産の山本条太郎は、1920年（大正9年）から衆議院議員を4期務め、政友会幹事長等を歴任し、1927年（昭和2年）から1929年（昭和4年）まで南満洲鉄道株式会社社長となった。
1921年には原敬暗殺事件が発生した。
斎藤は予備役のあと、朝鮮総督を経て政治家に転身し、満州事変直後の1932年に五一五事件で暗殺された犬養毅首相の後に内閣総理大臣兼外務大臣を務め、盧溝橋事件（日中戦争）の前年の1936年、二・二六事件により陸軍将校らに暗殺された。
山本権兵衛は、1933年に死亡した。
小野稔によると、ロイターのアンドルー・プーレーはシーメンスの贈賄を手伝っており、グラスヒュッテの懐中時計を賄賂として日本の海軍将校に渡していた。シーメンス側はさらにアンの姉ジャンヌの夫でシーメンスの重要なポストにいたヒムラーからピエール・ル・ロワの懐中時計も準備し賄賂として渡すつもりであったという。この時計は1888年に製作され1889年のパリ万国博覧会に展示されたもので、事件後はアンの父親であるアンリ・デュプレが所持しており1941年11月小野稔に100円で売却した。また小野稔のアンに対する取材により、グラスヒュッテは連番で3個を同時に購入され1つは日本海軍将校への贈賄に使用され、1つは第二次世界大戦に際してヨーゼフ・ゲッベルスの指示でオランダのナチ協力者に渡されたことが判明している。もう一つはそのままアンが持っていて小野に贈与された。

## その他の情勢
シーメンス事件の渦中または直前の1913年（大正2年）6月には、第1次山本内閣が文部省官制を改正し、それまで内務省宗教局が所管していた宗教行政を、新設の文部省宗教局に移管した 。その結果、宗教団体法法案が提出されるようになり、1868年（明治元年）に始まったが行き詰まっていた皇道宣布運動が再燃することとなった。
1923年には、治安維持法の前身となる勅令が発令された。
1939年には、神道やキリスト教も宗教として扱った宗教団体法が成立した。